# 1493 Sigrid
1493 Sigrid este un asteroid din centura principală, descoperit pe 26 august 1938, de Eugène Delporte.